# Godiva

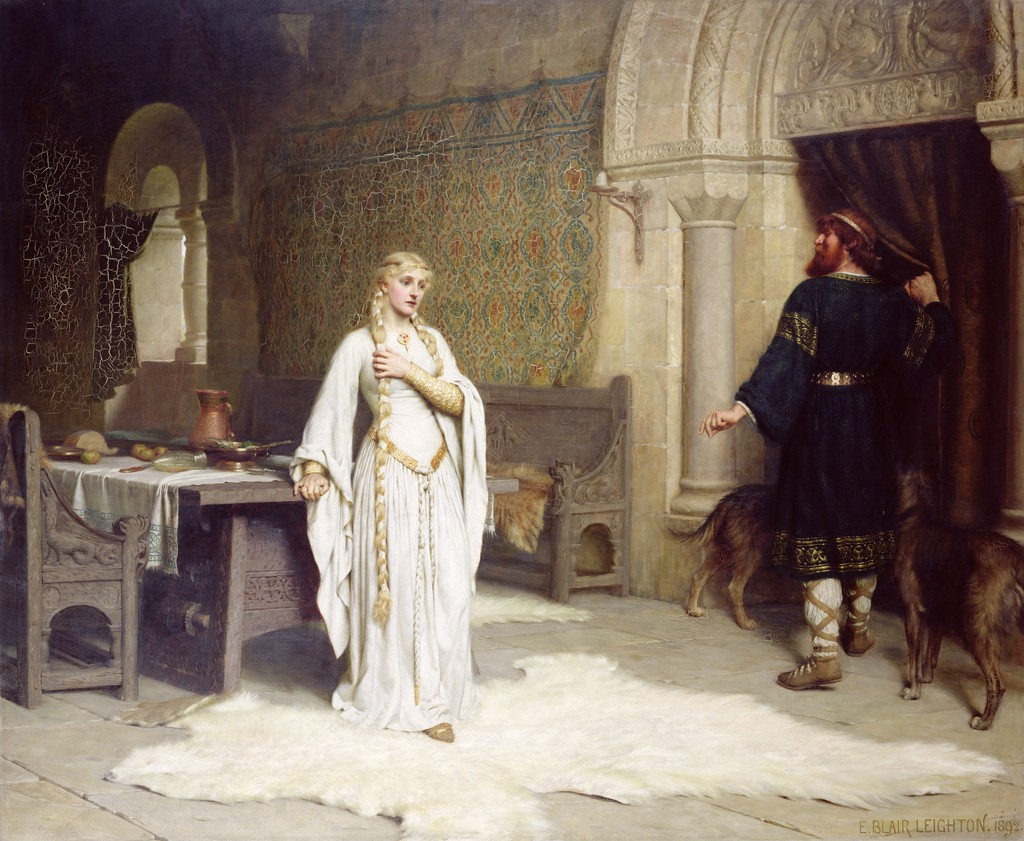
Edmund Blair Leighton: Lady Godiva i jej mąż

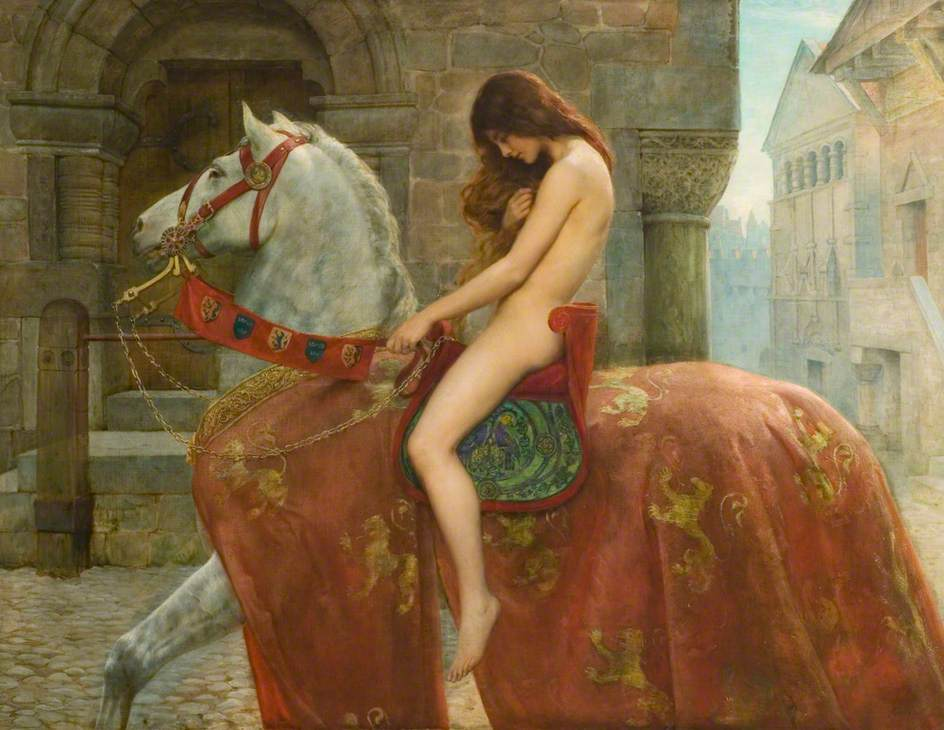
John Collier: Lady Godiva

Godiva, Lady Godiva (XI w., staroang. Godgifu "Bożydara" od God "Bóg" i giefu "dar") – żona saksońskiego earla Mercji, lorda Coventry Leofrica III.

## Życiorys
Urodziła się prawdopodobnie ok. 1010. W źródłach występowała też jako Godeva, Godina i Goditha.
Słynęła z hojności dla Kościoła. Będąc chora, zapisała klasztorowi w Ely cały majątek odziedziczony po pierwszym mężu. Udało się jej wyzdrowieć.
Około 1035 wyszła za mąż za Leofrica, earla Mercji i lorda Coventry. Wraz z mężem założyła klasztor benedyktyński w Coventry w 1043. Wspierała kościoły w Leominster, Worcester, Evesham, Burton-on-Trent, Hereford, Stowe i Chester. Była właścicielką ziemi w Coventry, Warwickshire, Ansty i Madeley.
Zmarła między 1066 a 1086. Żyła po podboju Anglii przez Normanów (była jedyną kobietą, która po najeździe zatrzymała ziemię), umarła przed spisaniem Domesday Book. Na łożu śmierci przekazała klasztorowi w Coventry swój różaniec.
Prawdopodobnie Godiva była matką syna Leofrica, Aelfgara z Mercji, męża Aelgifu.

## Legenda
Według legendy spisanej przez angielskiego mnicha Rogera z Wendover na początku XII w., gdy poprosiła męża, by złagodził drastyczne zobowiązania finansowe, którymi była obłożona ludność Coventry, ten postawił jej warunek: jeśli Godiva przejedzie konno przez miasto całkowicie naga – obniży podatki. Godiva postanowiła spełnić warunek, wymogła jednak na mieszkańcach, by wszyscy pozostali w tym czasie w domach, a okiennice były zamknięte, aby jej nie widzieli. Wszyscy usłuchali prośby, tylko jeden człowiek, krawiec, nazwany później Tomem Podglądaczem (ang. Peeping Tom), podejrzał okrytą jedynie długimi włosami Godivę przez otwór w okiennicy. Został za to ukarany ślepotą. Leofric docenił poświęcenie żony, dotrzymał danego słowa i zniósł wygórowane zobowiązania podatkowe.
Obecna postać legendy wyewoluowała prawdopodobnie ok. XVII wieku, wcześniejsze wersje nie wspominają m.in. o postaci Toma Podglądacza. XIII-wieczna wersja, uznawana za najstarszą, mówi o przejeździe Godivy przez pełen ludzi rynek Coventry, w asyście dwóch innych (ubranych) kobiet na koniach.

## Upamiętnienie
Podczas corocznego święta w Coventry wspominano legendę o Godivie. Święto zostało zakazane w czasach reformacji. Powróciło 31 maja 1678, kiedy odtworzono przejazd Godivy przez miasto. Współcześnie w Coventry co roku odbywa się rekonstrukcja przejazdu Godivy przez miasto. Jest to część trzydniowego Godiva Festival.
Na zegarze ratusza miejskiego w Coventry znajduje się przedstawienie nagiej Lady Godivy na koniu, a w centrum miasta, na placu Broadgate, od 1949 stoi jej pomnik.

## Odniesienia w kulturze
- Wiersz Godiva napisał Alfred Tennyson[13].
- Godiva stała się bohaterką obrazu pt. Lady Godiva z 1898 autorstwa malarza Johna Colliera[12].
- W 1906 Leopold Staff wydał dramat w trzech aktach Lady Godiva (premiera 2 maja 1908 w Krakowie, rolę tytułową zagrała Irena Solska). Spektakl wywołał protest krakowskiej kurii rzymsko-katolickiej[14].
- W 1926 w Belgii powstała marka czekolad Godiva[12][15].
- W 1955 powstał amerykański film fabularny pt. Lady Godiva[16], także inne filmy jej poświęcone lub nawiązujące do jej historii[17][18][19].
- W 1979 powstał utwór zespołu Queen pt. Don’t Stop Me Now, w którym pojawia się nawiązanie do Lady Godivy[12].
- W 1984 ukazał się album Kalimba De Luna grupy Boney M. z utworem Lady Godiva.
- W 2004 w serialu „Czarodziejki” w 136. odcinku został wykorzystany wizerunek Lady Godivy[20].
- W 2013 niemiecka grupa muzyczna Heaven Shall Burn wydała album Veto, którego okładkę stanowi obraz Colliera. Album zawiera utwór Godiva poświęcony bohaterce. W opinii gitarzysty grupy i autora tekstu utworu, Maika Weicherta, temat dzieła odzwierciedla tematykę albumu, a Godiva stanowi ikonę dotyczącą walki o sprawiedliwość społeczną[21].